# Igreja de São Mateus (Ribeirinha)

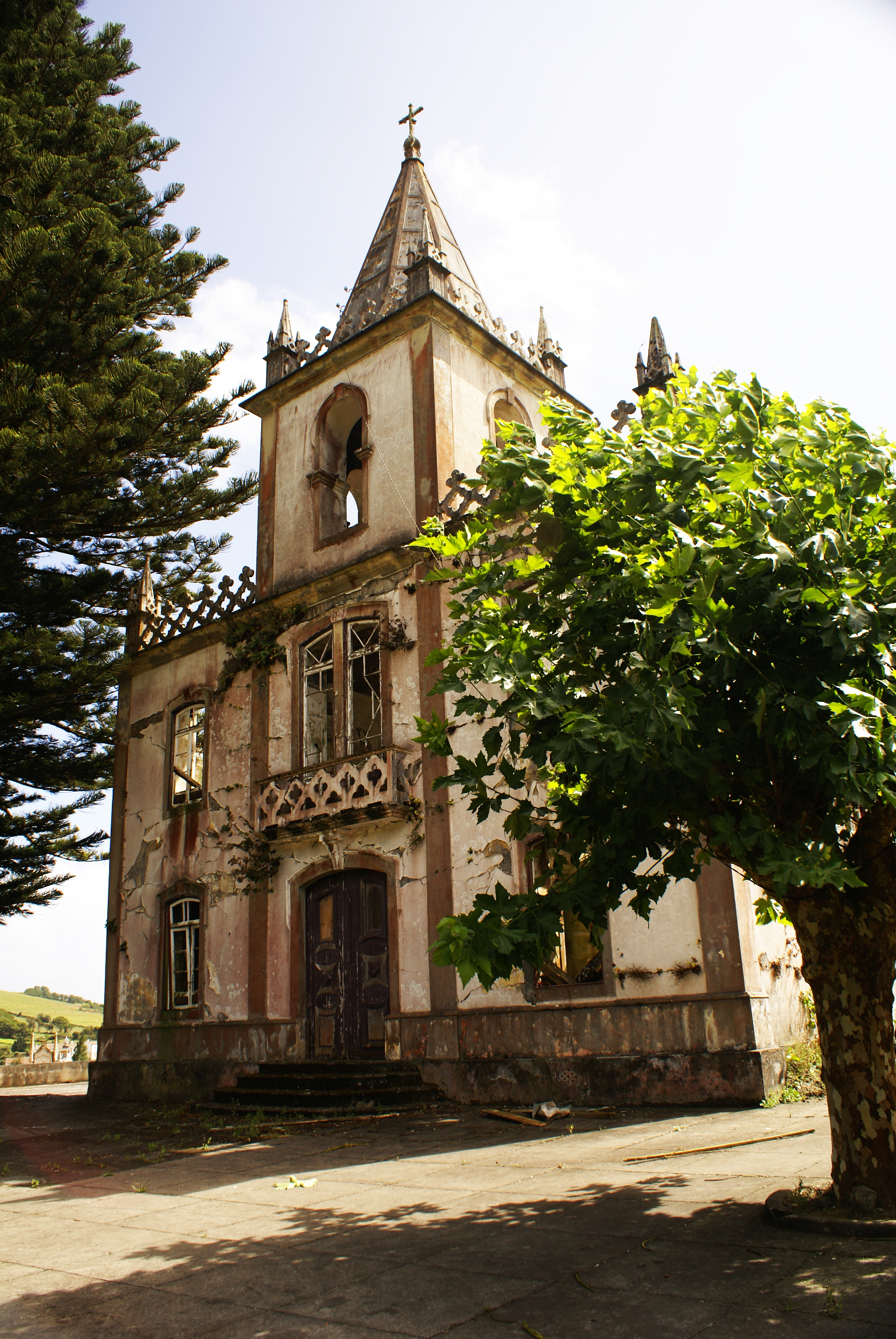
Igreja de São Mateus, Ribeirinha.

A Igreja de São Mateus é um templo religioso cristão português localizado na freguesia da Ribeirinha, no concelho da Horta, na ilha do Faial, no arquipélago dos Açores.
Esta igreja que se apresentava com um belo e exótico templo que havia sido inaugurado em 1934, foi destruído pelo forte sismo de de 9 de julho de 1998, que muitos estragos causou, não só na ilha do Faial, mas também na ilha do Pico e na ilha de São Jorge. Actualmente (2011) ainda se encontra em escombros embora se esteja a preparar a sua reedificação.
A sua construção em 1934 aconteceu em consequência de o antigo templo cuja construção inicial é dada como anterior 1666 ter sido também ele destruído por um terramoto que ocorreu em 1926. Para esta construção foi de grande importância as contribuições dos paroquianos dado que os fundos recebidos do estado não foram suficientes.
Facto incomum a torre sineira desta igreja localiza-se na fachada, ao centro do corpo da mesma. O interior, antes da destruição pelo terramoto, apresentava-se dotado por três naves.
Além do altar-mor que era dedicado à evocação de São Mateus, esta igreja apresentava também dois altares laterais, cuja ordem era a seguinte: O altar da direita era dedicado à evocação de Nossa Senhora de Fátima, sendo o altar da esquerda dedicado à evocação de São José.
As imagens de Nossa Senhora das Dores e de Nossa Senhora da Compaixão, são ambas do século XVIII e foram trazidas para este templo em 1832, quando se deu a destruição do Convento da Glória, por consequência das iniciativas da Extinção das Ordens Religiosas em Portugal em consequência do Liberalismo.
Este Convento da Glória, dedicado a Nossa Senhora da Glória, deveu a sua fundação a D. Catarina de Utra Corte Real, filha do 3.º Capitão-donatário. Este Senhora no dia 9 de Janeiro de 1608, procedeu à doação dos terrenos destinados à sua construção. A direcção da construção esteva cargo de um seu parente, Estácio de Utra Machado. Destruído, como se disse, em 1832, no seu lugar, existe actualmente o Jardim da Praça da República.